# Anne Quinane
Anne Quinane es una diplomática australiana. Ha sido Alta Comisionada de Australia en Kiribati y en Malta.

## Carrera
En 2005 fue cónsul general en funciones en Bali y se ocupó del caso de Schapelle Corby.
Fue Alta Comisionada de Australia en Kiribati desde marzo de 2006 hasta 2009 y Alta Comisionada en Malta desde 2009 hasta 2012. En ambos casos, sustituyó a Jurek Juszczyk. En Malta, fue sustituida por Jane Lambert.
En diciembre de 2021 se unió a otros diplomáticos australianos para pedir que Australia adoptara una política exterior centrada en el cambio climático.